# ریو اوداجیما
ریو اوداجیما (ژاپنی: 小田島 怜؛ زادهٔ ۱۰ ژوئن ۱۹۹۶) یک بازیکن فوتبال اهل ژاپن است.
از باشگاه‌هایی که در آن بازی کرده‌است می‌توان به باشگاه فوتبال ساگامیهارا اشاره کرد.